# 蝴蝶定理

蝴蝶定理（Butterfly theorem），是古典欧氏平面几何的最精彩的结果之一。蝴蝶定理最先是作为一个征求证明的问题，这个命题最早出现在1815年，而“蝴蝶定理”这个名称最早出现在《美国数学月刊》1944年2月号，题目的几何图形象一只蝴蝶，便以此命名。这个定理的证法多得不胜枚举，至今仍然被数学热爱者研究，在考试中时有出现各种变形。
最基本的叙述为：设M为圆内弦PQ的中点，过M作弦AB和CD。设AD和BC各相交PQ于点X和Y，则M是XY的中点。
这个命题最早作为一个征解问题出现在公元1815年英国的一本杂志《男士日记》（Gentleman's Diary）39-40页上。登出的当年,英国一个自学成才的中学数学教师W.G.霍纳（他发明了多项式方程近似根的霍纳法）给出了第一个证明，完全是初等的；另一个证明由理查德·泰勒（Richard Taylor）给出。一种早期的证明由M.布兰德（Miles Bland）在《几何问题》（1827年）一书中给出。最为简洁的证法是射影几何的证法，由英国的J·开世在"A Sequel to the First Six Books of the Elements of Euclid"（中译：近世几何学初编，李俨译，上海商务印书馆 1956 ）给出，只有一句话，用的是线束的交比。1981年，Crux杂志刊登了K.萨蒂亚纳拉亚纳（Kesirajn Satyanarayana）用解析几何的一种比较简单的方法（利用直线束，二次曲线束）。
该定理实际上是射影几何中一个定理的特殊情况，有多种推广：
1. M，作为圆内弦是不必要的，可以移到圆外。
2. 圆可以改为任意圆锥曲线。
3. 将圆变为一个完全四角形，M为对角线交点。
4. 去掉中点的条件，结论变为一个一般关于有向线段的比例式，称为“坎迪定理”， {\displaystyle M\,}不为中点时满足: {\displaystyle {1 \over MY}-{1 \over MX}={1 \over MQ}-{1 \over MP}},这对2，3均成立。

## 证明

证明蝴蝶定理

从{\displaystyle X\,}向{\displaystyle AM\,}和{\displaystyle DM\,}作垂线，设垂足分别为{\displaystyle X'\,}和{\displaystyle X''\,}。类似地，从{\displaystyle Y\,}向{\displaystyle BM\,}和{\displaystyle CM\,}作垂线，设垂足分别为{\displaystyle Y'\,}和{\displaystyle Y''\,}。
现在，由于
{\displaystyle \triangle MXX'\sim \triangle MYY',\,}
{\displaystyle {MX \over MY}={XX' \over YY'},}
{\displaystyle \triangle MXX''\sim \triangle MYY'',\,}
{\displaystyle {MX \over MY}={XX'' \over YY''},}
{\displaystyle \triangle AXX'\sim \triangle CYY'',\,}
{\displaystyle {XX' \over YY''}={AX \over CY},}
{\displaystyle \triangle DXX''\sim \triangle BYY',\,}
{\displaystyle {XX'' \over YY'}={DX \over BY},}
从这些等式，可以很容易看出：
{\displaystyle \left({MX \over MY}\right)^{2}={XX' \over YY'}{XX'' \over YY''},}
{\displaystyle {}={AX.DX \over CY.BY},}
{\displaystyle {}={PX.QX \over PY.QY},}
{\displaystyle {}={(PM-XM).(MQ+XM) \over (PM+MY).(QM-MY)},}
由于{\displaystyle PM\,} = {\displaystyle MQ\,}
现在，
{\displaystyle {(MX)^{2} \over (MY)^{2}}={(PM)^{2}-(MX)^{2} \over (PM)^{2}-(MY)^{2}}.}
因此，我们得出结论：
{\displaystyle MX=MY\,}，也就是说，{\displaystyle M\,}是{\displaystyle XY\,}的中点。
证毕。